# 小斑半鱨
小斑半鱨，為輻鰭魚綱鯰形目鱨科的其中一種，為熱帶淡水魚類，被IUCN列為極危保育類動物，分布於亞洲印度南部Cauvery河流域，體長可達45公分，棲息在流動快速的溪流底層水域，生活習性不明，可做為食用魚。

## 扩展阅读
維基物種上的相關：小斑半鱨